# Concili Cadavèric

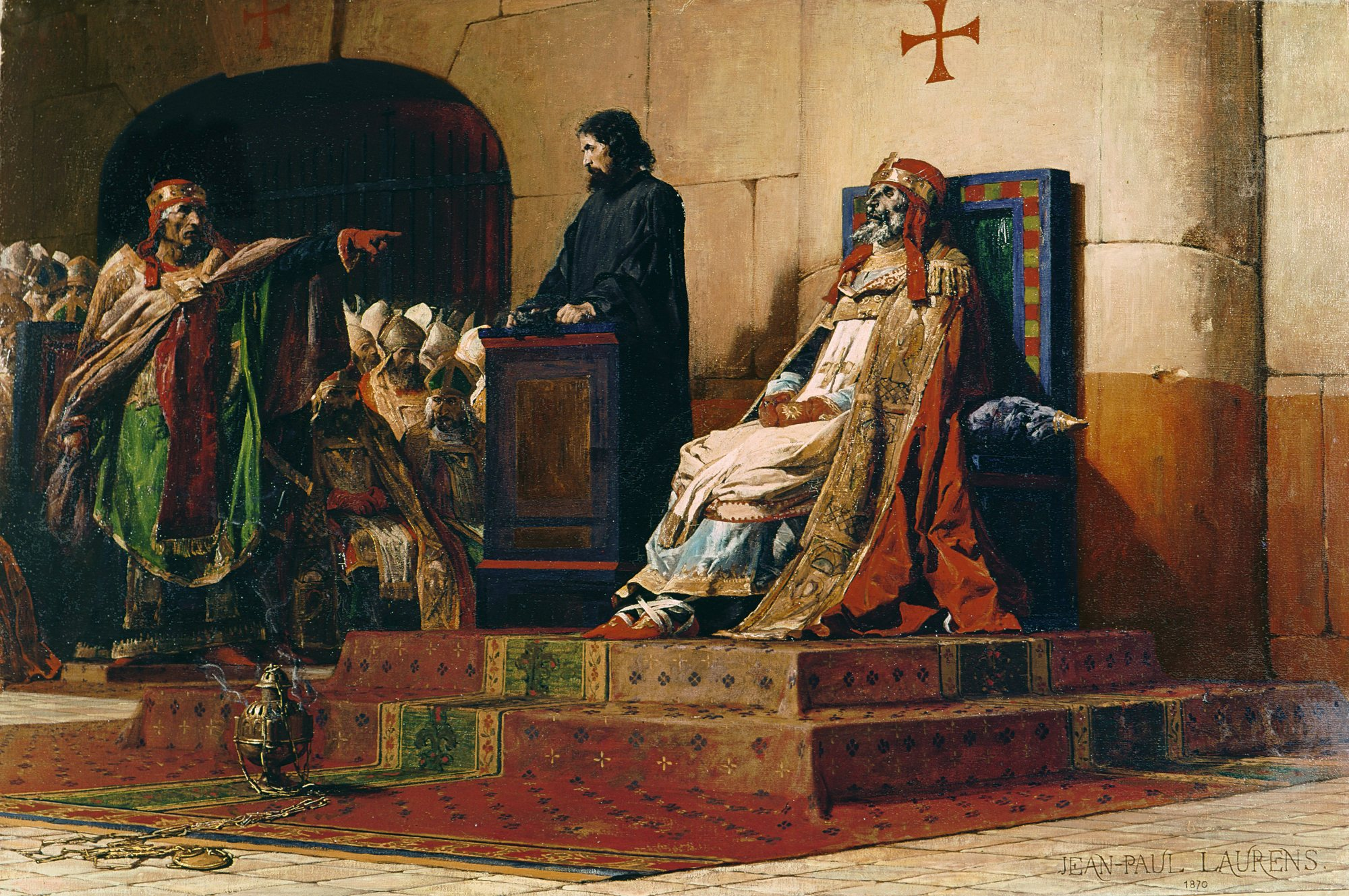
Jean-Paul Laurens, El Papa Formós i Esteve VII, 1870)

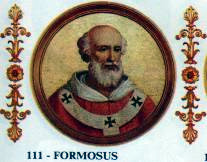
El Papa Formós

El Papa Esteve VI

El Concili Cadavèric (també anomenat el «Judici del Cadàver», «Sínode del terror» o «Sínode del cadàver»; en llatí Synodus Horrenda) és el nom comunament donat al judici eclesiàstic pòstum del Papa Formós, celebrat a la Basílica de Sant Joan del Laterà de Roma el gener del 897. El judici va ser conduït pel seu successor, el Papa Esteve VI, al successor de Formós, el Papa Bonifaci VI. Esteve acusà Formós de perjuri i d'haver accedit al Papat il·legalment. Al final del judici, Formós va ser declarat culpable i el seu papat retroactivament va ser declarat nul. El Sínode del Cadàver és recordat com un dels episodis més estrafolaris de la història del papat.

## Context remot
El Sínode Cadavèric i fets relacionats van tenir lloc durant un període d'inestabilitat política a Itàlia. Aquest període, que s'estengué des de mitjans del segle ix fins a mitjans del segle x, va estar marcat per una ràpida successió de pontífexs. Sovint, aquests breus regnats papals eren resultat de maquinacions polítiques de les diverses faccions romanes, tot i que gairebé no queden fonts.
Formós esdevingué bisbe de Porto el 864, durant el pontificat del Papa Nicolau I. Va realitzar activitat missionera entre els búlgar, amb tant d'èxit que li demandaren que fos el seu bisbe. Nicolau es negà a donar el permís, car un nomenament a Bulgària hauria requerit a Formós que abandonés la seva seu a Porto, i el 15è cànon del Segon Concili de Nicea prohibia que un bisbe abandonés la seva seu per administrar-ne una altra.
Al 875, poc després de la coronació imperial de Carles el Calb, Formós abandonà Roma temerós del llavors Papa Joan VIII. Uns mesos després, en 876, a un sínode a Santa Maria Rotunda, Joan VIII llançà una sèrie d'acusacions contra Formós i alguns dels seus associats. Afirmà que Formós havia corromput les ments dels búlgars «fins al punt que, mentre que [Formós] fos viu, no acceptarien cap altre bisbe de la seu apostòlica» i que ell i els seus companys conspiradors havien intentat usurpar el papat a Joan, i que finalment havia que havia abandonat la seva seu a Porto i estava conspirant «contra la res publica i el nostre estimat Carles [el Calb]» Formós i els seus amics van ser excomunicats.
Al 878, a un altre concili celebrat a Troyes, Joan podria haver confirmat les excomunions. També legislà més generalment contra aquells que "prenguessin" béns eclesiàstics. D'acord amb Auxilius de Nàpols, autor del segle x, Formós també estava present en aquell concili. Auxilius diu que suplicà el perdó als bisbes, i a canvi de l'aixecament de l'excomunió, pronuncià un jurament segons el qual romandria com a laic la resta de la seva vida, no tornaria a entrar mai més a Roma, i no intentaria reassumir la seva antiga seu de Porto. Aquesta història és dubtosa: una altra descripció del sínode no menciona la presència de Formós i diu, en canvi, que Joan confirmà la seva excomunió.
Després de la mort de Joan VIII al desembre del 882, els problemes de Formós acabaren. Tornà a assumir el seu bisbat a Porto, on seguí fins que va resultar elegit papa el 6 d'octubre del 891. Ja aquesta baralla amb Joan VIII formà la base de les acusacions fetes al Sínode Cadavèric. D'acord amb l'historiador del segle x Liutprand de Cremona, Esteve VII preguntà al cadàver de Formós perquè «usurpà la Seu Romana universal amb tal esperit d'ambició» després de la mort de Joan VIII, fent-se ressò de l'acusació que Formós havia intentar ocupar el tron papal mentre que ell [Joan VIII] encara estava viu. Dues acusacions posteriors més també van ser fetes al Concili Cadavèric contra Formós: que havia comès perjuri, i que havia intentar exercir l'ofici de bisbe com a laic. Aquestes acusacions estan relacionades amb el jurament que es diu que Formós realitzà davant del concili de Troyes al 878.

## Context immediat
El Concili Cadavèric es presumeix de manera generalitzada que ha estat motivat políticament. Formós coronà Lambert II de Spoleto co-monarca del Sacre Imperi Romanogermànic al 892; el pare de Lambert, Guiu III de Spoleto, ja havia estat anteriorment coronat per Joan VIII. Al 893 Formós, aparentment nerviós per l'agressió de Giu, convidà el carolingi Arnulf de Caríntia a envair Itàlia i rebre la corona imperial. La invasió d'Arnulf fracassà, i Giu III morí poc després. Tot i que Formós renovà la seva invitació a Arnulf el 895, i just començat l'any següent Arnulf travessà els Alps i entrà a Roma, on Formós el coronà Emperador d'Occident. Poc després l'exèrcit franc marxà i Arnulf i Formós van morir amb escassos mesos de diferència el 896. Formós va ser succeït per Bonifaci VI, qui va morir només dues setmanes després. Lambert i la seva mare, l'emperadriu Ageltruda, entrà a Roma en el moment que Esteve VI esdevenia Papa, i el Sínode Cadavèric tingué lloc poc després, a inicis del 897.
La interpretació dominant d'aquests fets fins a inicis del segle xx era senzill: Formós havia estat sempre procarolingi, i la seva coronació de Lambert al 892 va ser coaccionada. Després de la mort d'Arnulf i del col·lapse de l'autoritat carolingia a Roma, Lambert entrà a la ciutat i forçà a Esteve a convocar el Concili Cadavèric, tant per reafirmar la seva pretensió a la corona imperial i, potser, també com a venjança pòstuma contra Formós.
Aquesta opinió actualment és considerada obsoleta, després dels arguments senyalats per Joseph Duhr el 1932. Duhr senyalà que Lambert estava present al Concili de Ravenna de 898, convocat pel Papa Joan IX. Va ser en aquest procediment que els decrets del Concili Cadavèric van ser revocats. D'acord amb l'acta escrita del concili, Lambert aprovà activament l'anul·lació. Si Lambert i Angiltruda havien estat els arquitectes de la degradació de Formós, Duhr es preguntava «com […] va poder Joan IX sotmetre els cànons que condemnaven l'odiós sínode per l'aprovació de l'emperador (és a dir, Lambert) i els seus bisbes? Com va poder Joan IX atrevir-se a abordar la qüestió […] abans que les parts culpables, sense ni tan sols fer la menor al·lusió a la participació de l'emperador?» Aquesta posició va ser acceptada per un altre investigador: Girolamo Arnaldi argumentà que Formós no seguia una política exclusivament procarolíngia, i que fins i tot va tenir relacions amistoses amb Lambert fins al 895. Les seves relacions només s'agriaren quan el cosí de Lambert, Guiu IV marxà sobre Benevent i n'expulsà els romans d'Orient. Formós entrà en pànic per l'agressió i envià emissaris a Baviera buscant l'ajut d'Arnulf. Arnaldi argumenta que va ser Giu IV, qui entrà a Roma amb Lambert i la seva mare Angiltruda el gener de 897, qui proporcionaren l'ímpetu pel concili.

## El Concili

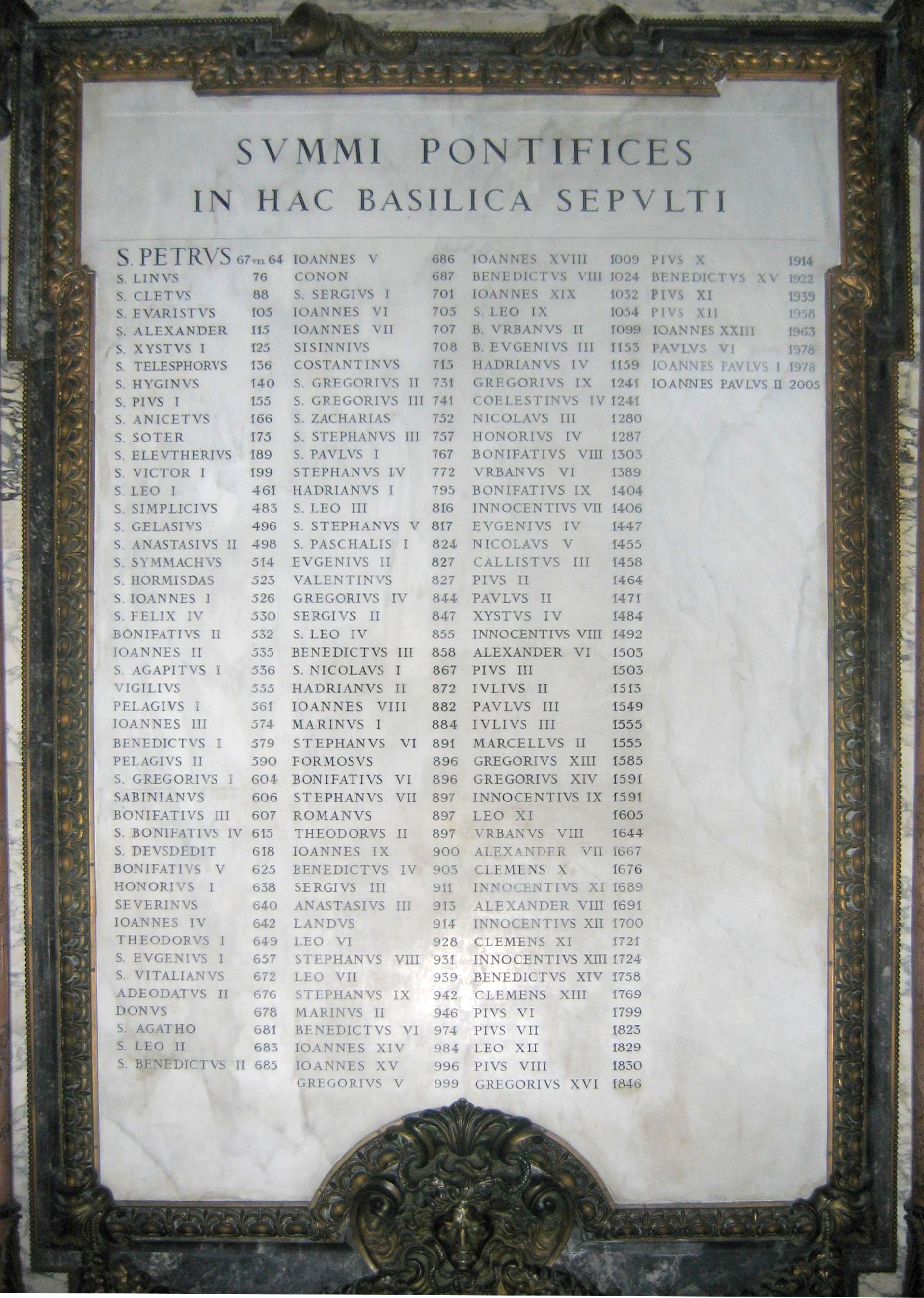
La llista de Papes enterrats a la basílica de Sant Pere inclou el cos recuperat del Papa Formós.

Probablement va ser cap a gener del 897, Esteve VII ordenà que el cadàver del seu predecessor Formós fos exhumat (quan ja portava vuit mesos a la tomba) i portat al tribunal papal per a ser jutjat. El judici va tenir lloc a la basílica de Sant Joan del Laterà, amb els cardenals i bisbes reunits sota la presidència d'Esteve VI. Amb el cadàver apuntalat al tron que havia ocupat en vida, abillat amb les vestidures papals, un diaca va ser nomenat per respondre en nom del pontífex difunt (el qual va mantenir un prudent silenci davant els crits i insults que Esteve proferia al cadàver).
Formós va ser acusat de transmigrar seus en violació del dret canònic, de perjuri, i de servir com a bisbe mentre que era laic. Finalment, el cadàver va ser considerat culpable i indigne del pontificat. Liutprand i d'altres fonts diuen que, després que s'haguessin arrencat del cadàver les seves robes papals, Esteve li tallà els tres dits de la mà dreta que en vida havia fet servir per beneir, a continuació invalidà formalment totes les actes i el ordes conferits per Formós (incloent, irònicament, la seva pròpia com a bisbe d'Anagni-Alatri). El cos finalment va ser arrossegat "entre crits salvatges" pels carrers de Roma i llançat al Tíber.
D'acord amb la versió de la història de Liutprand, Esteve VII digué: «Quan eres bisbe de Porto, per què vas usurpar la Seu Romana universal amb tal esperit d'abició?»

## Després del Concili
El macabre espectacle girà l'opinió pública de Roma contra Esteve. Casualment, immediatament després del Sínode, un terratrèmol derruí l'antiga basílica laterana. Circularen rumors que el cadàver de Formós, després de ser recuperat dels bancs del Tíber, havia realitzat miracles. Una revolta popular va fer que Esteve fos deposat i empresonat i, mentre que es trobava en presó, al juliol o agost del 897, va ser estrangulat.
Al desembre del 897, el Papa Teodor II convocà un sínode que anul·là el Concili Cadavèric, rehabilità Formós i ordenà que el seu cos, recuperat del Tíber, tornés a ser enterrat a la basílica de Sant Pere amb les seves robes pontifícies. Al 898, el Papa Joan IX (898-900) també anul·la el Concili Cadavèric, convocant dos sínodes, un a Roma i l'altre a Ravenna, que confirmaren les decisions del sínode de Teodor, ordenaren que es destruís l'acta del Sínode Cadavèric, i prohibiren qualsevol judici futur a una persona morta.
Malgrat tot, el Papa Sergi III, que com a bisbe havia pres part al Sínode Cadavèric com a jutge, derogà els mandats de Teodor II i Joan IX, reafirmant la comndena de Formós, i va fer inscriure un epitafi laudatori sobre la tomba d'Esteve VII.